# Burgstall Waldburg
Der Burgstall Waldburg, auch Bürstenbühl genannt, ist eine abgegangene Höhenburg auf 690 m ü. NN, 500 Meter westlich von Wälde, einem Weiler der baden-württembergischen Gemeinde Owingen im Bodenseekreis.

## Geschichte
In der Zeit von 1223 bis 1266 werden die Ritter Burkhard und Markward von Wälde, vielleicht ein Zweig der Reichsministerialen von Tettingen, in Wälde genannt, was auf eine Erbauungszeit der Burg in der ersten Hälfte des 13. Jahrhunderts weist.